# Smartfilter (Filterprogramm)
Smartfilter ist ein Contentfilter der Firma Secure Computing, mit dem der Zugriff auf Internetseiten einstellungsabhängig erlaubt oder verhindert werden kann.
Das Programm wurde ursprünglich von der Firma Siemens entwickelt und im Jahr 2002 an Secure Computing verkauft. Mit Smartfilter kann der Zugriff von einem Endgerät, beispielsweise einem PC, auf bestimmte Webseiten im Internet gesperrt werden. URLs, IP-Adressen und Hosts sind in einer Datenbank zu Kategorien zusammengefasst und ein berechtigter Benutzer kann über Einstellungen in der Datenbank den Zugriff auf die in den Kategorien zusammengefassten IP-, URL- oder Host-Adressen generell blockieren, nur zu bestimmten Zeiten freigeben oder den Zugriff generell erlauben.
Smartfilter besteht aus verschiedenen Komponenten. Eine davon ist ein Plugin, das auf einem existierenden Proxy, z. B. einem ISA Server, einen Agenten installiert, der die im Fachvokabular „Policy“ genannte Regelvorgabe lokal auf dem Proxy umsetzt. Die andere Komponente ist die Adminserver Software, die zur Erstellung von Regelwerken verwendet wird. Der Adminserver überträgt das Regelwerk dann an die ihm bekannten Agenten.
Andere Lösungen, wie z. B. die Cisco PIX verwenden das IFP-Protokoll, um die Berechtigungsanfrage direkt an den Adminserver zu stellen.
Unrühmliche Bekanntheit erlangte das Produkt, da der Firma Siemens dafür vom Chaos Computer Club auf der CeBIT 2001 ein Preis für die Ermöglichung einer Internetzensur verliehen wurde.
Ein artverwandtes Produkt ist der Webwasher des gleichen Herstellers.